# IC 4505
IC 4505 — галактика типу E-S0 (еліптична спіральна галактика) у сузір'ї Волопас.
Цей об'єкт міститься в оригінальній редакції індексного каталогу.